# Алыпов, Вячеслав Анатольевич
Вячеслав Анатольевич Алыпов (24 января 1981, Ижевск) — российский биатлонист, участник чемпионата Европы и Кубка IBU, неоднократный чемпион и призёр чемпионатов России. Мастер спорта России международного класса по биатлону (2005), мастер спорта по служебно-прикладному спорту ФСКН (2013).

## Биография
Начинал заниматься биатлоном с 1996 года в секции при СПТУ № 23 г. Ижевска, первый тренер — Александр Николаевич Пашкин. Выступал за спортивные общества «Трудовые резервы» и «Динамо», представлял Республику Удмуртия. На взрослом уровне тренировался у Виктора Анатольевича Чурина.

### Юниорская карьера
Становился призёром первенства России среди юношей, выигрывал этапы Кубка России среди юниоров.
На крупных международных соревнованиях по юниорам участия не принимал.

### Взрослая карьера
В 2006 году стал участником чемпионата Европы в Арбере, занял 28-е место в индивидуальной гонке и шестое — в эстафете в составе сборной России вместе с Филиппом Шульманом, Дмитрием Ярошенко и Михаилом Кочкиным.
В сезоне 2006/07 участвовал в трёх гонках Кубка IBU, лучший результат — 20-е место в спринте на этапе в Обертиллиахе.
На уровне чемпионата России неоднократно становился чемпионом и призёром, в том числе выигрывал золотые медали в 2008 году в эстафете, в 2011 году в командной гонке и смешанной эстафете. Свою первую медаль чемпионатов России (серебро) завоевал в 2004 году в гонке патрулей. Также в 2004 году становился призёром чемпионата России по летнему биатлону в эстафете. В 2005 году выиграл индивидуальную гонку на соревнованиях «Ижевская винтовка».
Завершил спортивную карьеру в 2014 году. Принимает участие в ведомственных соревнованиях среди ветеранов.

## Личная жизнь
Окончил юридический факультет ижевского филиала Нижегородской академии МВД РФ (2003), также учился в Тюменской академии культуры и искусств. Служил в Управлении ФСКН России по Удмуртской Республике, по состоянию на 2008 год имел звание капитана. В 2008 году награждён медалью «За отличие в службе в органах наркоконтроля» III степени.
Женат, есть дочь и сын.